# Clarence Strider
Clarence Strider est un shérif américain du comté de Tallahatchie connu pour avoir nié que le cadavre mutilé dans son comté était celui d'Emmett Till. La Strider Academy porte son nom.

## Biographie

### Enfance, éducation et débuts
Henry Clarence Strider Sr est né le 6 juin 1904 à Cascilla, Tallahatchie County dans le Mississippi aux États-Unis d'Amérique. Il a sept frères et sœurs. Ses parents sont McNeil Strider et Miranda Caroline Wolfe. Il épouse Wilma Emily Burt Strider.

### Carrière
Homme imposant, Clarence Strider était le shérif du comté de Tallahatchie et un riche propriétaire de plantation au cœur du delta cotonnier. Sa propriété pouvait être identifiée à distance grâce aux lettres S T R I D E R peintes sur les toits des cabanes des métayers.
Clarence Strider est le premier responsable à apprendre qu'un corps avait été découvert par un jeune homme pêchant dans la rivière Tallahatchie. Il tente d'enterrer le corps immédiatement et ordonne aux proches d'Emmett Till dans le Mississippi de mettre le corps sous terre avant la tombée de la nuit.

Clarence Strider claironne à la presse locale avant que l'affaire du meurtre d'Emmet Till n'attire l'attention à l'échelle nationale. Lors d’une conférence de presse, il résume le ressenti de nombreux membres de la communauté blanche locale :

« Nous n'avons jamais de problèmes jusqu'à ce que certains de nos nègres du Sud partent dans le Nord et que la NAACP leur parle et qu'ils reviennent chez eux. S'ils gardaient le nez et la bouche hors de nos affaires, nous serions en mesure de faire davantage pour faire respecter la loi. »

Clarence Strider s'impose dans la salle d'audience et refuse d'admettre les journalistes afro-américains venus assister aux débats contre l'accusé, Roy Bryant et son demi-frère, J. W. Milam. Lorsque le juge Curtis Swango annule son interdit, Clarence Strider les sépare les journalistes afro-américains des journalistes blancs et les a placé à une table sur le côté de la salle d'audience. Puis, lorsque le député afro-américain Charles Diggs arrive de Détroit, Clarence Strider refuse de le laisser entrer. Un journaliste noir lui explique alors le statut de Charles Diggs, mais le shérif et ses adjoints restent incrédules. 

« Ce nègre a dit qu'il y avait un nègre dehors qui prétendait être membre du Congrès. »

" Ce à quoi un autre député répond : 

« Un député nègre ? »

Au cours du procès, Clarence Strider prend la décision inhabituelle de témoigner pour la défense. Il met en doute l'identification du corps d'Emmett, affirme que le cadavre a été immergé trop longtemps pour dire s'il s'agissait de celui d'une personne blanche ou noire. Clarence Strider allègue aussi que  le corps retiré du Tallahatchie est celui d'un adulte plutôt que d'un garçon de 14 ans. Son témoignage renforce le principal argument de la défense selon lequel Emmett Till est toujours bien vivant, se trouvant à Détroit avec son grand-père.
Après l'annonce du verdict, Clarence Strider félicite publiquement les accusés.

« CLe fils de Clarence Strider dira plus tard que son père avait été incompris, qu'il « faisait juste son travail, qu'il a fait arrêter les accusés, les a emmenés en prison, les a présentés devant le grand jury, ils ont obtenu un acte d'accusation et les ont jugés devant un tribunal devant ses pairs et ils les ont relâchés. Donc, je ne vois pas comment ils continuent à vouloir diffamer le shérif et son travail parce qu'il n'a pas pu les condamner. Il ne faisait pas partie du jury. »

## Strider Academy
Le récit de Courtney Clark décrit la Strider Academy au départ ségrégée et aujourd'hui disparue qui porte son nom.

## Mort
Clarence Strider meurt le 12 décembre 1970 à l'âge de 66 ans à Mayersville, dans le Mississippi.